# Werner-Heisenberg-Gymnasium Göppingen
Das Werner-Heisenberg-Gymnasium (WHG) ist das jüngste der vier Gymnasien in der württembergischen Stadt Göppingen und wurde 1968 als Progymnasium im Aufbau Göppingen-Holzheim unter der Leitung von Claus Anshof gegründet. Bis 1974 entwickelte sich ein naturwissenschaftliches Gymnasium, das 1984 in die Göppinger Jahnstraße umziehen konnte. Seit März 1975 trägt die Schule den Namen des Physikers, Philosophen und Nobelpreisträgers Werner Heisenberg. Zur Namensgebung war Heisenberg persönlich anwesend. In seiner Festrede gab er der Schule das Hölderlin-Zitat „Voll Ernst das Spiel und heiter alle Arbeit“ mit auf den Weg. Im Foyer der Schule hängt eine Büste Heisenbergs mit einer Gravur ebendiesen Zitats.
Im Schuljahr 2023/2024 wird die Schule von 692 Schülern und Schülerinnen in 29 Klassen besucht, die von 65 Lehrkräften betreut werden.
Gefördert wird das Gymnasium durch den Verein der Freunde des Werner-Heisenberg-Gymnasiums e. V., der 1982 gegründet wurde. Er hat fast 200 Mitglieder und steht unter dem Motto „Fördern heißt, dafür sorgen, dass etwas Fortgang hat und im Fluss bleibt“.
In unmittelbarer Nachbarschaft der Schule befindet sich die Südstadt-Grundschule.

## Schulprofile
Englisch wird ab dem 5. Schuljahr unterrichtet. Französisch oder Latein können ab dem 6. Schuljahr gewählt werden. Ab dem 8. Schuljahr können Schüler des WHG zwischen der dritten Fremdsprache (Spanisch), dem naturwissenschaftlichen Profil NWT (Naturwissenschaft und Technik) sowie der Profilfach IMP (Informatik, Mathematik und Physik) wählen. Statt der dritten Fremdsprache besteht die Möglichkeit, ab dem 8. Schuljahr das naturwissenschaftliche Profil zu wählen.

## Austauschprogramme
Schüleraustausch besteht mit Schulen in Großbritannien, Frankreich, Malta, Mexiko, Spanien und den USA (in Vorbereitung).

## Gebäude
Das Gymnasium besteht aus dem Altbau und dem Neubau.
Altbau:
- Aufenthaltsraum der OGA[3]
- Oberstufen-Lernzentrum (OLZ)
- Schülercafé
- Unterstufenbibliothek
- Bildende Kunst-, Musik-, Biologie-, Chemie-, Physikfachräume
- Computer-Räume
- Sporthalle
- altes Foyer
- Klassenzimmer
- Lernatelier

Neubau:
- neues Foyer
- Bildende Kunst-, Musik-, Erdkundefachräume, Vorbereitungsräume
- Digitales Klassenzimmer
- Klassenzimmer

Der Neubau ist durch einen Anbau in den Jahren 2002/2003 entstanden. Vor dem Umbau mussten aufgrund von Platzmangel für einige Jahre Räumlichkeiten in der nahegelegenen Landwirtschaftsschule angemietet werden. Auf dem Dach des Altbaus befindet sich eine Photovoltaikanlage. 
Seit November 2022 ist die Mensa zwischen der Südstadt-Grundschule und dem Werner-Heisenberg-Gymnasium in Betrieb und ist gut besucht. In dem neugebauten Abschnitt des WHG‘s sind auch Räume für den Ganztagesbetrieb, verschiedene multifunktionale Räume sowie ein Kunstraum untergebracht.

## Sonstige Angebote
- Malteser Schulsanitätsdienst
- tägliches offenes Ganztagsangebot (kurz: OGA)
- tägliches Mensa-Angebot
- Boris-zertifizierte Schule
- Schule ohne Rassismus, Schule mit Courage
- Sportkooperationen mit den Bozic Knights, den Frisch Auf Frauen, dem Göppinger SV und dem Golfclub Stauferpark

Die Schule bietet verschiedene Arbeitsgemeinschaften an:
- die Chöre
- die Big Band
- die Schülerzeitung „Guckloch“
- die Sport-AGs
- weitere AGs, wie die Internet- oder Technik-AG

## Besonderheiten
- Die Schule besitzt eine Streuobstwiese am Fußweg zwischen der Schule und dem Göppinger Stadtteil Schiefergrube. Diese wird für Anschauungszwecke im Fach Biologie benutzt.
- Die Schule verfügt über eine Sporthalle sowie eine Gymnastikhalle.
- Auf dem Schulhof befindet sich ein Hartplatz mit einem Handballfeld und zwei Basketballfeldern.
- Am Eingang von der Jahnstraße stehen mehrere surrealistische Figuren vor dem Sockelgeschoss. Das Erdgeschoss des Gebäudes ist durch die leichte Hanglage hier eine Etage über dem Grund. Es sieht aus, als ob die Figuren das Erdgeschoss stützen.
- Die Schule besitzt in der Lessingstraße, direkt hinter dem Gymnasium eine eigene Bushaltestelle mit dem Namen „WHG“, von welcher größtenteils an Schultagen Busse zum ZOB und in die südlich von Göppingen liegenden Gemeinden abfahren. Außerhalb der Busankunfts- und Abfahrtszeiten dient die Haltestelle als Parkplatz.
- Die Schule hat am Pilotprojekt „Tablet an Gymnasien“ in den Jahren 2016–2020 teilgenommen.
- Das Werner-Heisenberg-Gymnasium hat am Projekt Kulturagenten für kreative Schulen teilgenommen.
- Die Schule verfügt über ein Offenes-Ganztags-Angebot (OGA) mit Lernzeit und AG-Angeboten die über Jugendbegleiter betreut werden, dies entspricht dem Motto „WHG-Wir handeln gemeinsam“.

## Bekannte Lehrer und ehemalige Schüler
- Claus Anshof (* 1934), Pädagoge und Historiker
- Winfried Hüttl (1954–2024), Unternehmer, Journalist und Hochschullehrer
- Bov Bjerg (* 1965), Schriftsteller
- Markus Orths (* 1969), Schriftsteller
- Gian-Piero Ringel (* 1976), Filmproduzent